# هاکیا
هاکیا (نام علمی: Hakea) نام یک سرده از تیره شکرپارگان است.